# Персиваль, Артур Эрнест
Артур Эрнест Персиваль (англ. Arthur Ernest Percival; 26 декабря 1887 — 31 января 1966) — британский военачальник.

## Молодые годы
Артур Эрнест Персиваль родился 26 декабря 1887 года в деревне Эспенден возле Бантингфорда в Хартфордшире, Англия. Он был вторым сыном Альфреда Реджинальда и Эдит Персиваль (урождённая Миллер).
По окончании школы Артур Персиваль пошёл работать клерком в лондонскую компанию «Naylor, Benzon & Company Limite», торговавшую железом. В первый же день Первой мировой войны он записался на курсы по подготовке офицеров, и пять недель спустя получил временное звание младшего лейтенанта. К ноябрю его повысили до капитана. В следующем году он был отправлен во Францию вместе со свежесформированным 7-м батальоном Бедфордширского полка, который в феврале 1915 года стал частью 54-й бригады 18-й (восточной) дивизии. Во время битвы на Сомме он в сентябре 1916 года был тяжело ранен шрапнелью в четырёх местах, когда вёл свою роту в атаку на редут «Швабен». За этот бой он был награждён Военным крестом.
Будучи в госпитале, Персиваль в октябре 1916 года получил постоянную должность капитана Эссекского полка, в то же время заняв временную должность майора в своём прежнем полку. В 1917 году он стал командиром батальона с временным званием подполковника. Во время германского Весеннего наступления 1918 года Артур Персиваль возглавил контратаку, спасшую от захвата подразделение французской артиллерии, за что был удостоен французской награды «Croix de guerre». В мае 1918 года он короткое время был командиром 54-й бригады. Артур Персиваль закончил войну, получив орден «За выдающиеся заслуги» и рекомендацию в Штабной колледж.

## Межвоенный период

### Россия
Учёба Персиваля была прервана в 1919 году, когда он отправился добровольцем для службы в Архангельском командовании Британской военной миссии в ходе иностранной интервенции во время Гражданской войны в России. Будучи вторым по старшинству в командовании 45-го батальона Королевских фузилёров Лондонского полка, в начале августа 1919 года он заслужил планку к своему ордену «За выдающиеся заслуги», когда во время операции в районе Северной Двины взял в плен около 400 красноармейцев.

### Ирландия
В 1920 году Артур Персиваль служил в Ирландии, сражаясь против ИРА во время англо-ирландской войны сначала в качестве командира роты, а потом — как начальник разведотдела 1-го батальона Эссекского полка. За захват в плен нескольких руководителей ИРА он стал Офицером Ордена Британской империи. ИРА объявила за его голову награду в 1.000 фунтов стерлингов, и на его жизнь состоялось несколько безуспешных покушений.

### Офицер штаба
С 1923 по 1924 год Артур Персиваль учился в Штабном колледже в Камберли, графство Суррей, которым в то время руководил генерал Эдмунд Айронсайд. Персиваль произвёл хорошее впечатление на инструкторов, которые внесли его в список восьми выпускников, рекомендованных для скорейшего продвижения по службе. Став майором в Чеширском полку, он затем прослужил четыре года в качестве офицера штаба в Нигерийском полку, входившем в Королевские Западноафриканские пограничные силы. В 1929 году он получил временное звание подполковника.
В 1930 году Артур Персиваль поступил в Королевский военно-морской колледж в Гринвиче, после годичной учёбы в котором стал Офицером Генерального штаба 2-го разряда. С 1931 по 1932 год он работал инструктором в Штабном колледже. Комендант Колледжа, генерал сэр Джон Дилл стал его покровителем на следующие десять лет, и помогал продвижению Персиваля по службе. С помощью Дилла Персиваль получил назначение во 2-й батальон Чеширского полка, где служил с 1932 по 1936 годы. В 1935 году он поступил в Имперский Колледж обороны.
В марте 1936 года Артур Персиваль стал полковником, и до 1938 года в качестве Офицера Генерального штаба 1-го разряда работал начальником штаба генерала сэра Вильяма Добби, возглавлявшего Малайское командование. Во время службы в Малайе Персиваль пришёл к выводу, что Сингапур не является изолированной крепостью, и рассмотрел возможность высадки японцев в Таиланде («чтобы войти в Малайю через заднюю дверь»). Он поддержал так и оставшийся нереализованным план генерала Добби по строительству оборонительных сооружений в Южном Джохоре. В марте 1938 года Персиваль вернулся в Великобританию и был временно произведён в бригадиры Генерального штаба.

## Вторая мировая война
После начала Второй мировой войны Персиваль служил с 1939 по 1940 годы в качестве бригадира Генерального штаба при I-м корпусе Британского экспедиционного корпуса во Франции, которым командовал генерал Дилл. Он был произведён в генерал-майоры, а в феврале 1940-го на короткое время стал командующим 43-й (Уэссекской) дивизией. В 1940 году он стал ассистентом Начальника Имперского генерального штаба, но после катастрофы под Дюнкерком его попросили вернуться к службе в войсках. Получив под командование 44-ю дивизию (территориального ополчения), он провёл 9 месяцев, занимаясь подготовкой выделенных ему 100 километров побережья к обороне от потенциального германского вторжения. В 1941 году, по случаю Дня рождения Короля, Персиваль был произведён в Кавалеры Ордена Бани.
В апреле 1941 года Персиваль был произведён в генерал-лейтенанты и назначен главнокомандующим Малайского командования. Он покинул Британию на самолёте-амфибии Short Sunderland, и отправился в двухнедельное путешествие через Гибралтар, Мальту, Александрию (где ему пришлось задержаться из-за Англо-иракской войны), Басру, Карачи до Рангуна, где пересел на транспорт КВВС. По прибытии в Сингапур Персиваль занялся обучением индийских войск, которые состояли во многом из зелёных новобранцев. При этом он также испытывал нехватку командного состава, так как большинство опытных офицеров из-за расширения Индийской армии были отозваны для формирования новых подразделений. Облетев Малайский полуостров на коммерческом самолёте, входившем в состав Добровольческих ВВС (Королевских ВВС не хватало), он наметил строительство укреплений в районе Джитры.

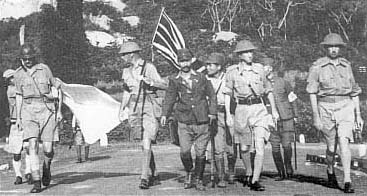
Ведомый японским офицером, Персиваль идёт с белым флагом на переговоры о капитуляции Сингапура

8 декабря 1941 года японская 25-я армия под командованием Томоюки Ямаситы начала высадку на побережье Малайского полуострова. За полтора месяца японцы заняли всю Малайю, и Персиваль был вынужден 27 января 1942 года скомандовать отступление через Джохорский пролив на остров Сингапур. Узкая полоска воды не остановила японцев, и 6 февраля они высадились в северо-западной части острова. После недели боёв Персиваль согласился на капитуляцию, так как запасы боеприпасов подходили к концу, и не хватало воды. При этом Персиваль не знал, что у японцев боеприпасы тоже были на исходе.
Японцы настояли, чтобы Персиваль лично вышел с белым флагом для переговоров. После переговоров Персиваля и Ямаситы, 15 февраля 1942 года все силы Британского Содружества в Сингапуре капитулировали.
Некоторое время Персиваль провёл в качестве заключённого в сингапурской тюрьме Чанги, а в августе 1942 года, вместе с другими британскими пленными в ранге от полковника и выше, Персиваль был вывезен на Формозу, а затем помещён в лагерь в Маньчжурии. Вместе с ним в одном лагере оказался американский генерал Джонатан Уэйнрайт, капитулировавший на Филиппинах.

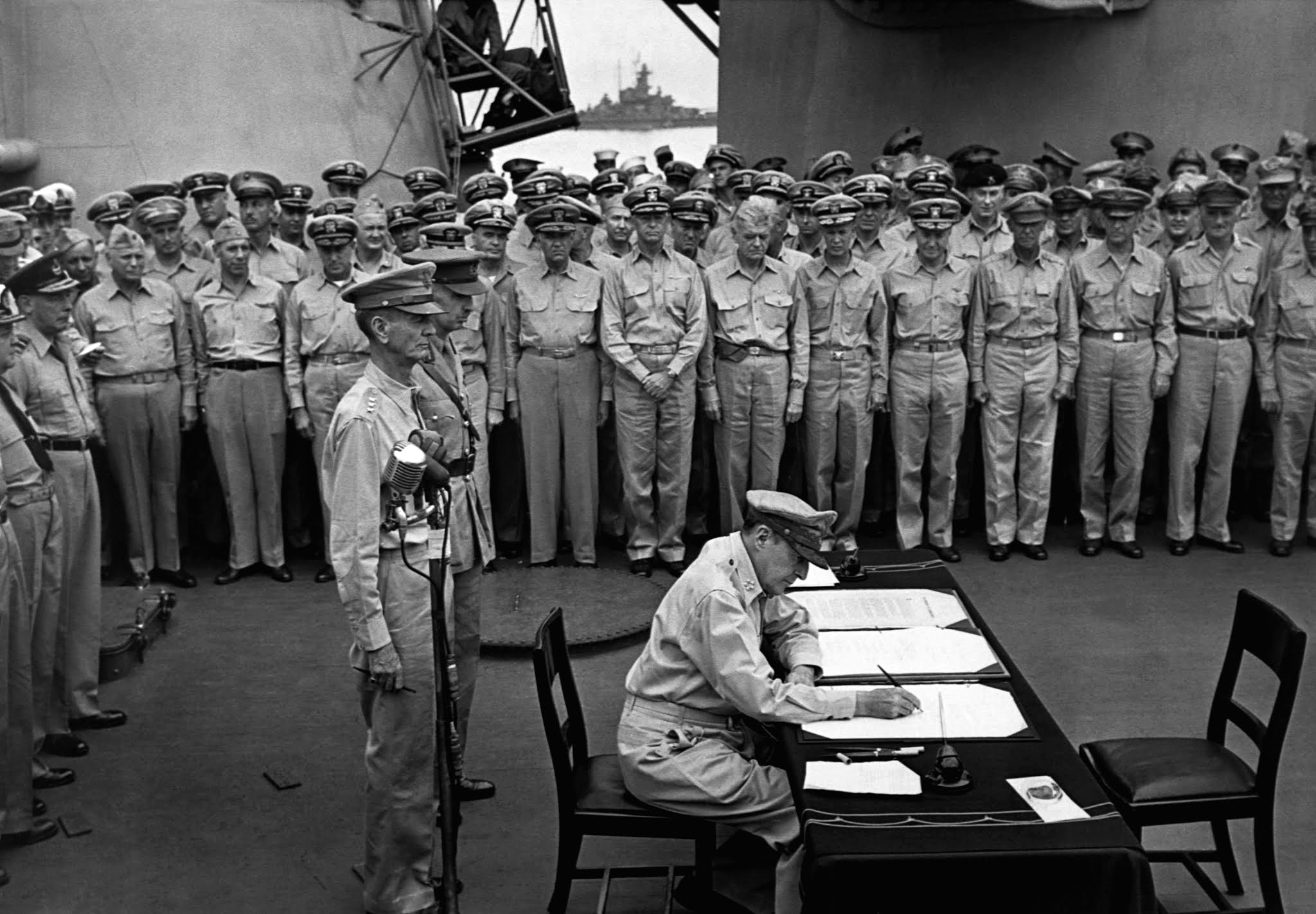
Подписание Акта о капитуляции Японии генералом Макартуром. За его спиной стоят Персиваль и Уэйнрайт

В августе 1945 года Персиваль вместе с прочими заключёнными был освобождён наступающими советскими войсками. После присутствия при церемонии подписания капитуляции Японии на борту линкора «Миссури» 2 сентября 1945 года, он вместе с Уэйнрайтом вылетел на Филиппины, чтобы принять капитуляцию местных японских войск у генерал-лейтенанта Ямасита Томоюки, которому когда-то сдал Сингапур.

## После войны
В сентябре 1945 года Персиваль вернулся в Великобританию; написанный им для министерства обороны отчёт был опубликован лишь в 1948 году. В 1946 году он ушёл в отставку с почётным званием генерал-лейтенанта, однако пенсию получал генерал-майорскую. Дальнейшая его деятельность была связана с графством Хартфордшир, где он жил, и Чеширским полком. В 1949 году он опубликовал мемуары, озаглавленные «Война в Малайе». В отличие от прочих британских генерал-лейтенантов, Персиваль не был произведён в рыцарское звание.
Артур Персиваль был пожизненным президентом Ассоциации дальневосточных военнопленных. В этой должности он возглавил организацию протестов против вышедшего в 1957 году фильма «Мост через реку Квай», добившись, чтобы в фильм было добавлено упоминание о том, что сюжет является вымышленным и не основан на реальных событиях.